# Amazônia (album)
Amazônia is een album uit 2021 van Jean-Michel Jarre, zijn achttiende reguliere studioalbum. Het album werd op 9 april 2021 onder het label Columbia Records uitgebracht op cd, vinyl, streaming en download. Daarnaast zijn er binaurale en 5.1 Surround Sound uitgebracht, die met een downloadcode in verschillende formaten te downloaden zijn.

## Over het album
Amazônia is een album geïnspireerd op het werk van fotoverslaggever Sebastião Salgado, die het Amazonegebied in een langlopend project documenteerde. Begeleidend bij de fototentoonstelling Salgados, die op 7 april 2021 in Parijs van start gaat en daarna de wereld rondreist. Jean-Michel Jarre bezocht het Museum voor Volkenkunde in Genève, waar ongeveer 40 uur aan audiomateriaal is opgenomen door ongeveer 30 verschillende medewerkers op verschillende locaties in de Amazone tussen 1960 en 2019. Delen van deze opnames vloeiden in zijn werk, samen met andere ongepubliceerde opnames uit de persoonlijke archieven van vier muzieketnologische onderzoekers.
In het meertalige begeleidende boekje van het album benadrukt Jarre dat hij zelf nog nooit in de Amazone is geweest, maar dat hij de luisteraar daarheen wil brengen, en herinnert hij zich een quote van Blaise Cendrars, een Zwitserse avonturier en schrijver. Daarnaast bevat het boekje de informatie dat een deel van de royalty's zal worden gedoneerd aan de indianengemeenschappen waaruit de in Amazônia geïntegreerde geluidsarchieven afkomstig zijn.

## Tracklijst
Alle muziek en teksten zijn geschreven door Jean-Michel Jarre. 
| Nr. | Titel           | Duur |
| --- | --------------- | ---- |
| 1.  | Amazônia Part 1 | 7:42 |
| 2.  | Amazônia Part 2 | 9:59 |
| 3.  | Amazônia Part 3 | 8:10 |
| 4.  | Amazônia Part 4 | 3:16 |
| 5.  | Amazônia Part 5 | 6:04 |
| 6.  | Amazônia Part 6 | 3:33 |
| 7.  | Amazônia Part 7 | 4:18 |
| 8.  | Amazônia Part 8 | 3:19 |
| 9.  | Amazônia Part 9 | 6:23 |

## Medewerkers
- Jean-Michel Jarre – compositie, productie, mixage
- Patrick Pelamourgues – technische assistentie
- David Perreau – mastering
- Sebastião Salgado – foto's
- Gong Li – portret van Jean-Michel Jarre
- Renato Amoroso – portret van Sebastião Salgado
- Eric BDFCK Cornic – grafisch ontwerp